# Walter Baier (Politiker)

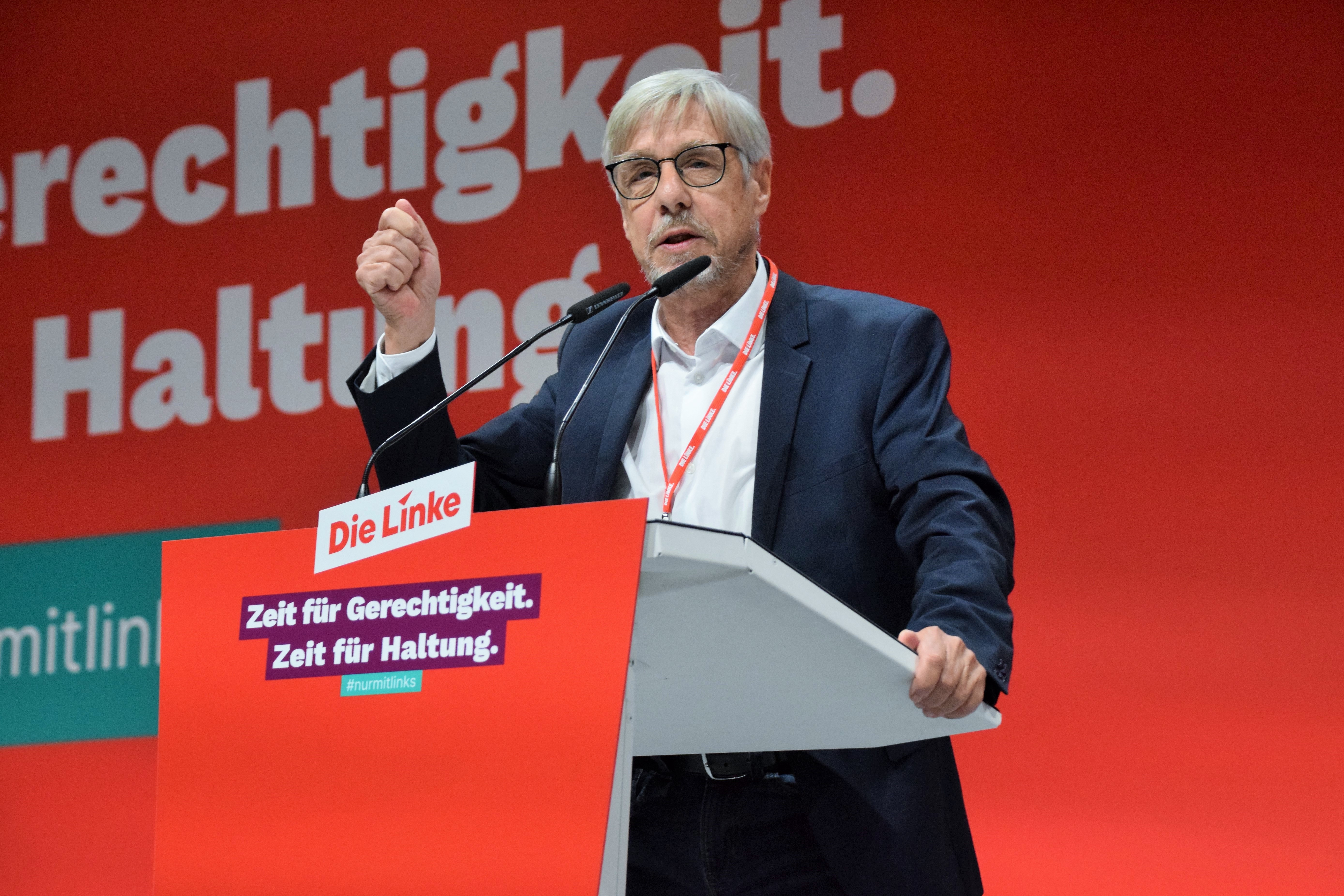
Walter Baier bei dem Parteitag der Linkspartei in Augsburg (2023)

Walter Baier (* 9. Februar 1954 in Wien) ist ein österreichischer Politiker (KPÖ). Von 1994 bis 2006 war er Vorsitzender der Kommunistischen Partei Österreichs, und seit 11. Dezember 2022 ist er Vorsitzender der Europäischen Linken.

## Leben
Walter Baier stammt aus einem kommunistischen Elternhaus. Sein Vater überlebte die KZ-Haft in Dachau und Auschwitz. Als Schüler schloss er sich dem Verband Sozialistischer Mittelschüler an und trat 1972 der KPÖ bei. 1974 begann Walter Baier ein Wirtschaftsstudium an der Universität Wien. Als gewählter Studentenvertreter war er in verschiedenen Funktionen in der Österreichischen Hochschülerschaft tätig. 1977 wurde Baier zum Vorsitzenden des damaligen Kommunistischen Studentenverbandes sowie in das Zentralkomitee der KPÖ gewählt.
1981 focht er im Namen des Kommunistischen Studenten Verbands gemeinsam mit dem Verband Sozialistischer Studenten die Hochschülerschaftswahl aufgrund der Kandidatur einer neonazistischen Gruppe an, was 1985 zu einem richtungsweisenden Erkenntnis des Verfassungsgerichtshofes und zur Auflösung der ANR und NDP führte.  
1981 war er Mitorganisator der großen Friedensdemonstration „Den Atomkrieg verhindern – Abrüsten“ und 1983 Redner auf dem Friedensmarsch der 100.000.
Nach Absolvierung des Grundwehrdienstes und Abschluss des Studiums wurde er 1982 politischer Funktionär der KPÖ in Wien. 1987 wurde er in das Politbüro der KPÖ, 1991 zum Bundessekretär und 1994 zum Vorsitzenden der KPÖ gewählt. Neben seiner Tätigkeit in der Partei übte er bis 2003 die Funktion des Herausgebers der Wochenzeitung Volksstimme aus.
Nachdem die KPÖ 2003 einen Jahrzehnte dauernden Prozess um ihr Parteivermögen gegen die Bundesrepublik Deutschland verloren hatte, setzte Baier ein dramatisches Einsparungsprogramm in der KPÖ um, zu dem unter anderem die Generalkündigung aller Beschäftigten, die Einstellung der Subvention an die parteieigene Wochenzeitung und der Verkauf aller von der KPÖ nicht politisch genutzten Immobilien gehörte.
Mit massiver Kritik und einigen prominenten Parteiaustritten sah sich Baier 2004 konfrontiert, nachdem er das besetzte Ernst-Kirchweger-Haus an mutmaßliche Rechtsextremisten verkauft hatte.
2004 wurde Baier auf dem 33. Parteitag der KPÖ zum vierten Mal zum Vorsitzenden der KPÖ gewählt. Damit wurde eine jahrelang dauernde interne Auseinandersetzung um die Richtung der Partei beendet.
2004 war Baier an der Gründung der Partei der Europäischen Linken beteiligt.
2005 schloss Baier sein Studium an der Wiener Wirtschaftsuniversität mit dem Doktorat ab.
Am 27. Februar 2006 gab er seinen Rücktritt vom Posten des Parteivorsitzenden bekannt, blieb aber weiter im Bundesvorstand der KPÖ.
Seit 2006 ist er Koordinator des europäischen Forschungs- und Bildungsnetzwerks „transform! europe – network for alternative thinking and political dialogue“, das aus 31 linken Zeitschriften und „think tanks“ in 21 europäischen Ländern gebildet wird. Das Netzwerk ist als die mit der Partei der Europäischen Linken assoziierte Stiftung anerkannt. Er ist Mitherausgeber eines in fünf Sprachen erscheinenden gleichnamigen Jahrbuchs. Zwischen 2003 und 2017 vertrat er dieses Netzwerk auch im Internationalen Rat des Welt Sozialforums (WSF). 
Seit 2000 ist Walter Baier in Dialogen mit der evangelischen und der katholischen Kirche engagiert. 2011 nahm er auf Vorschlag der Fokolarbewegung als einer von fünf atheistischen Intellektuellen an einem von Papst Benedikt XVI in Assisi einberufenen interreligiösen Friedenstreffen teil. 
Bei den Wiener Gemeinderatswahlen 2015 kandidierte er für das Wahlbündnis Wien Anders (KPÖ, Piraten, Echt Grün und Unabhängige), das 1,07 Prozent der abgegebenen Stimmen erzielte.
Er ist Mitglied der  Bewegung Demokratie in Europa 2025 (DiEM25).
Am 11. Dezember 2022 wurde Walter Baier zum Vorsitzenden der Europäischen Linken gewählt.

## Publikationen
- Die Rose von Jericho. Eine Geschichte der Kommunistischen Partei Österreichs. Mandelbaum Verlag, Wien/Berlin 2025, ISBN 978-3-99136-073-5 (überarbeitete und stark erweiterte Neuauflage von Das kurze Jahrhundert, 2009).
- Marxismus. Geschichte und Themen einer praktischen Theorie. Mandelbaum Verlag, Wien/Berlin 2023, ISBN 978-3-85476-912-5.
- Das kurze Jahrhundert: Kommunismus in Österreich. KPÖ 1918 bis 2008. Edition Steinbauer, Wien 2009, ISBN 978-3902494399
- Österreichs KommunistInnen 1918 – 2008: Unentwegt Bewegte. Ein Essay. (PDF; 477 kB) Bundesvorstand der KPÖ, Wien 2008
- Otto Bauer und der Austromarxismus – Integraler Sozialismus und die heutige Linke (gemeinsam herausgegeben mit Lisbeth N. Trallori und Derek Weber) Karl Dietz Verlag, Berlin 2008, ISBN 978-3-320-02134-4
- Prinzip EntTäuschung. Von den großen Erzählungen zur neuen Sprache der Politik VSA-Verlag, Hamburg 2007, ISBN 978-3-89965-260-4
- Stalin und wir: Stalinismus und die Rehabilitierung österreichischer Opfer. Globus-Verlag, Wien 2001, ISBN 3-901421-51-3